# NGC 3216
NGC 3216 is een elliptisch sterrenstelsel in het sterrenbeeld Leeuw. Het hemelobject werd op 10 april 1785 ontdekt door de Duits-Britse astronoom William Herschel.

## Synoniemen
- UGC 5593
- MCG 4-25-7
- ZWG 124.8
- PGC 30312